# Дискографія Crown the Empire
«Crown the Empire» — американський рок-гурт, створений у 2010 році, складається з 4 учасників. У більш ранні роки творчості грали пост-хардкор, металкор та хардрок, та з часом трохи «облегшили» звучання і стали грати прогресивний та альтернативний рок.

## Альбоми

### Студійні альбоми
| Назва                                | Деталі                                                                                             | Billboard Top 200 |
| ------------------------------------ | -------------------------------------------------------------------------------------------------- | ----------------- |
| The Fallout                          | - Дата виходу: 19 листопада, 2012 - Лейбл: Rise Records - Формати: CD, вініл, цифрове завантаження | —                 |
| The Resistance: Rise of the Runaways | - Дата виходу: 22 липня, 2014 - Лейбл: Rise Records - Формати: CD, вініл, цифрове завантаження     | 7                 |
| Retrograde                           | - Дата виходу: 22 липня, 2016 - Лейбл: Rise Records - Формати: CD, вініл, цифрове завантаження     | 15                |
| Sudden Sky                           | - Дата виходу: 19 липня, 2019 - Лейбл: Rise Records - Формати: CD, вініл, цифрове завантаження     | 190               |

## Збірні альбоми
| Назва    | Деталі                                                                                     | Billborad Top 200 |
| -------- | ------------------------------------------------------------------------------------------ | ----------------- |
| 07102010 | - Дата виходу: 10 липня, 2020 - Лейбл: Rise Records - Формати: вініл, цифрове завантаження | —                 |

## Мініальбоми
| Назва     | Деталі                                                                                 | Billborad Top 200 |
| --------- | -------------------------------------------------------------------------------------- | ----------------- |
| Limitless | - Дата виходу: 29 листопада, 2011 - Лейбл: самовидання - Формати: цифрове завантаження | —                 |

## Сингли
| Назва                                                                  | Рік  | Альбом                                |
| ---------------------------------------------------------------------- | ---- | ------------------------------------- |
| «Forever» (кавер-версія пісні Drake)                                   | 2010 | —                                     |
| «Wake Me Up»                                                           | 2011 | Limitless                             |
| «Let It Snow»                                                          | 2011 | —                                     |
| «Voices»                                                               | 2012 | Limitless                             |
| «Moves Like Jagger» (кавер-версія пісні Maroon 5)                      | 2012 | —                                     |
| «Makeshift Chemistry»                                                  | 2012 | The Fallout                           |
| «Payphone» (кавер-версія пісні Maroon 5)                               | 2012 | Punk Goes Pop Vol. 5                  |
| «There Will Be No Christmas»                                           | 2013 | Punk Goes Christmas                   |
| «Limitless» (перезаписана)                                             | 2013 | The Fallout: Делюкс перевидання       |
| «Initiation»                                                           | 2014 | The Resistance: Rise of the Runaways  |
| «Rise of the Runaways»                                                 | 2014 | The Resistance: Rise of the Runaways  |
| «Bloodline»                                                            | 2014 | The Resistance: Rise of the Runaways  |
| «Burn» (кавер-версія пісні Ellie Goulding)                             | 2014 | Punk Goes Pop Vol. 6                  |
| «Prisoners of War»                                                     | 2015 | The Resistance: Делюкс видання        |
| «Welcome to the Black Parade» (кавер-версія пісні My Chemical Romance) | 2016 | Rock Sound Presents: The Black Parade |
| «Zero»                                                                 | 2016 | Retrograde                            |
| «Weight of the World»                                                  | 2016 | Retrograde                            |
| «Hologram»                                                             | 2016 | Retrograde                            |
| «20/20»                                                                | 2018 | Sudden Sky                            |
| «what i am»                                                            | 2018 | Sudden Sky                            |
| «Sudden Sky»                                                           | 2019 | Sudden Sky                            |
| «MZRY»                                                                 | 2019 | Sudden Sky                            |
| «BLURRY (out of place)»                                                | 2019 | Sudden Sky                            |
| «In Another Life» (за участю Кортні Лаплант із Spiritbox)              | 2021 | Майбутній альбом без назви            |

### Сингли інших виконавців за участю учасників Crown the Empire
| Назва                                                                      | Рік  | Виконавець            | Альбом             |
| -------------------------------------------------------------------------- | ---- | --------------------- | ------------------ |
| «Outcasts» (за участю Ендрю Рокхолда)                                      | 2013 | Palisades             | Outcasts           |
| «We Come in Numbers» (за участю Девіда Ескамілли)                          | 2013 | It Lives, It Breathes | We Come in Numbers |
| «The Let Down» (за участю Ендрю Рокхолда)                                  | 2014 | One Shot Thrill       | Life Lessons       |
| «NightLife» (за участю Ендрю Рокхолда та Девіда Ескамілли)                 | 2014 | Light Up the Sky      | NightLife          |
| «Backpack (кавер-версія пісні Justin Bieber)» (за участю Девіда Ескамілли) | 2015 | Brandon Crabtree      | —                  |
| «Liberate» (за участю Девіда Ескамілли)                                    | 2017 | Patriots              | Stand Off          |
| «Above the Flames» (за участю Девіда Ескамілли)                            | 2017 | I, the Enemy          | Self Worth         |
| «Blood» (за участю Ендрю Рокхолда)                                         | 2019 | Selfish Things        | Logos              |

## Музичні відео
| Назва | Рік  | Альбом                               |
| --- | ---- | ------------------------------------ |
| «Wake Me Up» (acoustic) [Архівовано 16 червня 2021 у Wayback Machine.]"                                  | 2010 | —                                    |
| «Voices [Архівовано 24 червня 2021 у Wayback Machine.]»                                                  | 2011 | Limitless                            |
| «Johnny Ringo [Архівовано 24 червня 2021 у Wayback Machine.]»                                            | 2012 | Limitless                            |
| «Oh, Catastrophe [Архівовано 12 лютого 2021 у Wayback Machine.]»                                         | 2012 | The Fallout                          |
| «The Fallout [Архівовано 2 квітня 2021 у Wayback Machine.]»                                              | 2012 | The Fallout                          |
| «Memories of a Broken Heart [Архівовано 24 червня 2021 у Wayback Machine.]»                              | 2013 | The Fallout                          |
| «Machines [Архівовано 12 червня 2021 у Wayback Machine.]»                                                | 2014 | The Resistance: Rise of the Runaways |
| «Bloodline [Архівовано 16 травня 2021 у Wayback Machine.]»                                               | 2014 | The Resistance: Rise of the Runaways |
| «Initiation [Архівовано 12 червня 2021 у Wayback Machine.]»                                              | 2014 | The Resistance: Rise of the Runaways |
| «Satellites» / «Rise of the Runaways [Архівовано 24 червня 2021 у Wayback Machine.]»                     | 2015 | The Resistance: Rise of the Runaways |
| «Burn [Архівовано 20 листопада 2020 у Wayback Machine.]» (кавер-версія пісні Ellie Goulding)             | 2015 | Punk Goes Pop Vol. 6                 |
| «Prisoners of War [Архівовано 12 червня 2021 у Wayback Machine.]»                                        | 2015 | The Resistance: Делюкс видання       |
| «Cross Our Bones [Архівовано 12 червня 2021 у Wayback Machine.]»                                         | 2015 | The Resistance: Делюкс видання       |
| «Zero [Архівовано 13 червня 2021 у Wayback Machine.]»                                                    | 2016 | Retrograde                           |
| «Hologram [Архівовано 13 червня 2021 у Wayback Machine.]»                                                | 2016 | Retrograde                           |
| «20/20 [Архівовано 14 червня 2021 у Wayback Machine.]»                                                   | 2018 | Sudden Sky                           |
| «what i am [Архівовано 14 червня 2021 у Wayback Machine.]»                                               | 2018 | Sudden Sky                           |
| «Sudden Sky [Архівовано 14 червня 2021 у Wayback Machine.]»                                              | 2019 | Sudden Sky                           |
| «MZRY [Архівовано 20 травня 2021 у Wayback Machine.]»                                                    | 2019 | Sudden Sky                           |
| «BLURRY (out of place) [Архівовано 9 травня 2021 у Wayback Machine.]»                                    | 2020 | Sudden Sky                           |
| «Red Pills [Архівовано 9 травня 2021 у Wayback Machine.]»                                                | 2020 | Sudden Sky                           |
| «In Another Life [Архівовано 13 серпня 2021 у Wayback Machine.]» (за участю Кортні Лаплант із Spiritbox) | 2021 | Майбутній альбом без назви           |